# Jo van Dijk
Johan Louis "Jo" van Dijk (Amsterdam, 20 juli 1912 – Sint Annaparochie, 4 mei 1988) was een Nederlandse homoactivist.

## Biografie
Van Dijk was een van de oprichters van de Shakespeareclub, later Cultuur- en Ontspanningscentrum (COC) geheten. In 1946 stelde hij zijn naam en gironummer ter beschikking van de vereniging. Hij was de enige van de redactie die met zijn echte naam in het tijdschrift voorkwam - een vermoeden van homoseksualiteit was in die tijd al voldoende om iemands maatschappelijke carrière te breken. Aanvankelijk was hij penningmeester, en tot 1953 was hij lid van het hoofdbestuur van het COC. 
Hij was werkzaam in het Amsterdamse hotel van zijn partner Gé Louman, met wie hij 34 jaar samenleefde. Toen Louman zonder testament overleed, stond Van Dijk zonder een cent op straat. Hij verhuisde naar een Fries bejaardenhuis, waar hij in 1988 op 75-jarige leeftijd overleed.